# Felix Wemheuer
Felix Wemheuer (* 1977 in Bad Harzburg) ist ein deutscher Sinologe, Autor und Professor an der Universität zu Köln.

## Leben
Wemheuer ist in Sankt Andreasberg sowie Göttingen aufgewachsen. In den Jahren 2000 bis 2002 studierte er am Institut der Geschichte der Kommunistischen Partei Chinas an der Pekinger Renmin-Universität China. 2004 beendete er sein Magisterstudium in den Fächern Politik Ostasiens und Chinesisch an der Ruhr-Universität Bochum. Zwei Jahre später wurde er an der Universität Wien promoviert. Als Gastwissenschaftler war er von 2008 bis 2010 am Fairbank Center for Chinese Studies der Harvard University tätig. 2013 habilitierte er an der Universität Wien, im April 2014 trat er seine Professur für Moderne China-Studien an der Kölner Universität an.
Allgemeiner Schwerpunkt seiner Forschungen ist die Geschichte der Volksrepublik China mit dem Fokus auf die sozialen und politischen Verhältnisse und deren Veränderungen beginnend mit der Ära von Mao Zedong. Mittlerweile widmet sich Wemheuer aber auch der Zeit der Reform und Öffnungspolitik. Seine Arbeiten erscheinen u. a. im Jahrbuch für Historische Kommunismusforschung und er erscheint regelmäßig in der Jungle World. Auf YouTube veröffentlicht er unter dem Namen Felix Wemheuer Studying Maoist China Videos zum Maoismus und Themen des modernen Chinas.

## Schriften (Auswahl)
- Steinnudeln. Ländliche Erinnerungen und staatliche Vergangenheitsbewältigung der „Großen-Sprung“-Hungersnot in der chinesischen Provinz Henan (zugleich Dissertation 2006), Lang Verlag, Frankfurt, M. u. a. 2007, ISBN 978-3-631-56279-6.
- als Herausgeber: Maoismus. Ideengeschichte und revolutionärer Geist, Promedia, Wien 2008, ISBN 978-3-85371-288-7.
- gemeinsam mit Sebastian Gehrig und Barbara Mittler (Hrsg.): Kulturrevolution als Vorbild? Maoismen im deutschsprachigen Raum. Peter Lang Verlag, Frankfurt am Main 2008, ISBN 978-3-631-57641-0.
- Mao Zedong, Rowohlt-Taschenbuch-Verlag, Reinbek bei Hamburg 2010, ISBN 978-3-499-50704-5.
- gemeinsam mit Barbara Eder (Hg.): Die Linke und der Sex. Klassische Texte zum wichtigsten Thema, Promedia, Wien 2011, ISBN 978-3-85371-327-3.
- Der Große Hunger. Hungersnöte unter Stalin und Mao, Rotbuch-Verlag, Berlin 2012, ISBN 978-3-86789-169-1.
- als Herausgeber: Linke und Gewalt. Pazifismus, Tyrannenmord, Befreiungskampf, Promedia, Wien 2014, ISBN 978-3-85371-370-9.
- A Social History of Maoist China: Conflict and Change, 1949–1976, Cambridge University Press, Cambridge 2019.
- Chinas große Umwälzung. Soziale Konflikte und Aufstieg im Weltsystem, Papyrossa, Köln 2019, ISBN 978-3-89438-676-4.
- als Herausgeber: Marktsozialismus . Eine kontroverse Debatte, Promedia, Wien 2021, ISBN 978-3-85371-486-7.
- gemeinsam mit Daniel Fuchs, Sascha Klotzbücher, Andrea Riemenschnitter, Lena Springer (Hg.): Die Zukunft mit China denken, Mandelbaum Verlag, Berlin, Wien 2023, ISBN 978-3-99136-026-1.